# Championnat d'Europe de Formule Régionale
Le championnat d'Europe de Formule Régionale (Formula Regional European Championship by Alpine, ou FRECA) est un championnat de course automobile utilisant des monoplaces de la catégorie Formule Régionale. Il est co-organisé par l'Automobile Club d'Italia (ACI) et Alpine depuis 2021. Il est le championnat de Formule Régionale européen, certifié par la Fédération internationale de l'automobile (FIA). À partir de la saison 2021, il fusionne avec la Formula Renault Eurocup pour devenir le championnat d'Europe de Formule Régionale par Alpine.

## Histoire
Dans le cadre de sa refonte des formules de promotion et de la Formule 3, la FIA lance un appel d'offres en 2018, pour créer un championnat d'Europe de Formule 3 régionale, se situant entre la Formule 3 et la Formule 4. La candidature de l'Automobile Club d'Italia (ACI) remporte l'appel d'offres face à celle de Renault Sport et de sa Formula Renault Eurocup. Les châssis sont des Tatuus F3 T-318, propulsées par un moteur Alfa Romeo/Autotecnica, similaires aux W Series ou au championnat d'Asie de Formule 3.
La première saison se révèle très compliquée pour le championnat, avec très peu d'engagés et dix voitures au départ de la première course, en concurrence avec d'autres championnats comme la Formula Renault Eurocup. Cependant, à l'instar du championnat des Amériques de Formule 3 régionale lancé en 2018 qui avait connu une première saison également difficile, le championnat européen accueille plusieurs nouvelles équipes pour la saison 2020, lui permettant d'avoir une grille assez remplie et composée d'écuries renommées. Finalement, la saison est affectée par la pandémie de Covid-19 et la grille est finalement réduite à une douzaine de voitures, tandis que la Formula Renault Eurocup engage 18 pilotes. Le 31 octobre 2020, il est annoncé que le championnat fusionnera avec la Formula Renault Eurocup en 2021, cette fusion donnant lieu à un nouveau championnat co-organisé par l'ACI et Alpine, qui accueille une trentaine de voitures, propulsées par des moteurs Alpine (anciennement Renault Sport).
La moitié des courses du championnat se disputent en Italie, avec le championnat d'Italie de Formule 4, l'autre moitié se disputant dans d'autres pays européens avec d'autres championnats (International GT Open, European Le Mans Series notamment).

## Palmarès

### Pilotes
| Année | Champion              | Équipe du champion | Meilleur rookie      |
| ----- | --------------------- | ------------------ | -------------------- |
| 2019  | Frederik Vesti        | Prema Powerteam    | Frederik Vesti       |
| 2020  | Gianluca Petecof      | Prema Powerteam    | Gianluca Petecof     |
| 2021  | Grégoire Saucy        | ART Grand Prix     | Isack Hadjar         |
| 2022  | Dino Beganovic        | Prema Powerteam    | Leonardo Fornaroli   |
| 2023  | Andrea Kimi Antonelli | Prema Powerteam    | Martinius Stenshorne |
| 2024  | Rafael Câmara         | Prema Powerteam    | Noah Strømsted       |

### Équipes
| Année | Vainqueur       | Pilotes                                                     |
| ----- | --------------- | ----------------------------------------------------------- |
| 2019  | Prema Powerteam | Frederik Vesti Enzo Fittipaldi Olli Caldwell                |
| 2020  | Prema Powerteam | Oliver Rasmussen Gianluca Petecof Arthur Leclerc            |
| 2021  | R-ace GP        | Isack Hadjar Hadrien David Léna Bühler Zane Maloney         |
| 2022  | Prema Powerteam | Paul Aron Dino Beganovic Sebastián Montoya Hamda Al Qubaisi |
| 2023  | Prema Powerteam | Lorenzo Fluxá Rafael Câmara Andrea Kimi Antonelli           |
| 2024  | Prema Powerteam | Ugo Ugochukwu Rafael Câmara James Wharton                   |